# 徳島県道178号小松島港南小松島停車場線
徳島県道178号小松島港南小松島停車場線（とくしまけんどう178ごう こまつしまこうみなみこまつしまていしゃじょうせん）は、徳島県小松島市を通る一般県道である。

## 概要
小松島市小松島町新港とJR四国牟岐線南小松島駅を結ぶ。
全線にわたって、2車線の道路が整備されている。かつては、徳島県道170号南小松島停車場線としてかつての国道（現・徳島県道120号徳島小松島線）の交点から南小松島駅までの間が指定されていたが、八千代橋から北へ伸びて徳島県道17号小松島港線の交点までの区間が県道になったことにより、現在に至っている。

### 路線データ
- 起点：徳島県小松島市小松島町新港（小松島市新港交差点、徳島県道17号小松島港線交点）
- 終点：徳島県小松島市南小松島町（JR四国牟岐線 南小松島駅前）
- 距離：0.658 km（うち徳島県道120号と重複：0.102 km）[1]

## 歴史
- 1959年（昭和34年）1月31日 - 徳島県道南小松島港線として認定。
- 1972年（昭和47年）3月10日 - 徳島県道170号南小松島停車場線として再認定。
- 1990年（平成2年）3月31日 - 区間を小松島港まで延長、170号を廃止して徳島県道178号小松島港南小松島停車場線として認定。

## 路線状況

### 重複区間
- 徳島県道120号徳島小松島線：小松島市南小松島町

### 道路施設

#### 橋梁
- 八千代橋（神田瀬川）

## 地理

### 通過する自治体
- 徳島県
  - 小松島市

### 交差する道路
| 交差する道路                                                        | 交差する場所 | 交差する場所              |
| ------------------------------------------------------------------- | ------------ | ------------------------- |
| 徳島県道17号小松島港線                                              | 小松島町新港 | 小松島市新港交差点 / 起点 |
| 徳島県道120号徳島小松島線 重複区間起点                              | 南小松島町   | 八千代橋交差点            |
| 徳島県道33号小松島佐那河内線 徳島県道120号徳島小松島線 重複区間終点 | 南小松島町   |                           |

### 沿線
- 小松島合同庁舎
- ミリカホール（小松島市保健センター）
- JR四国牟岐線 南小松島駅

## ギャラリー

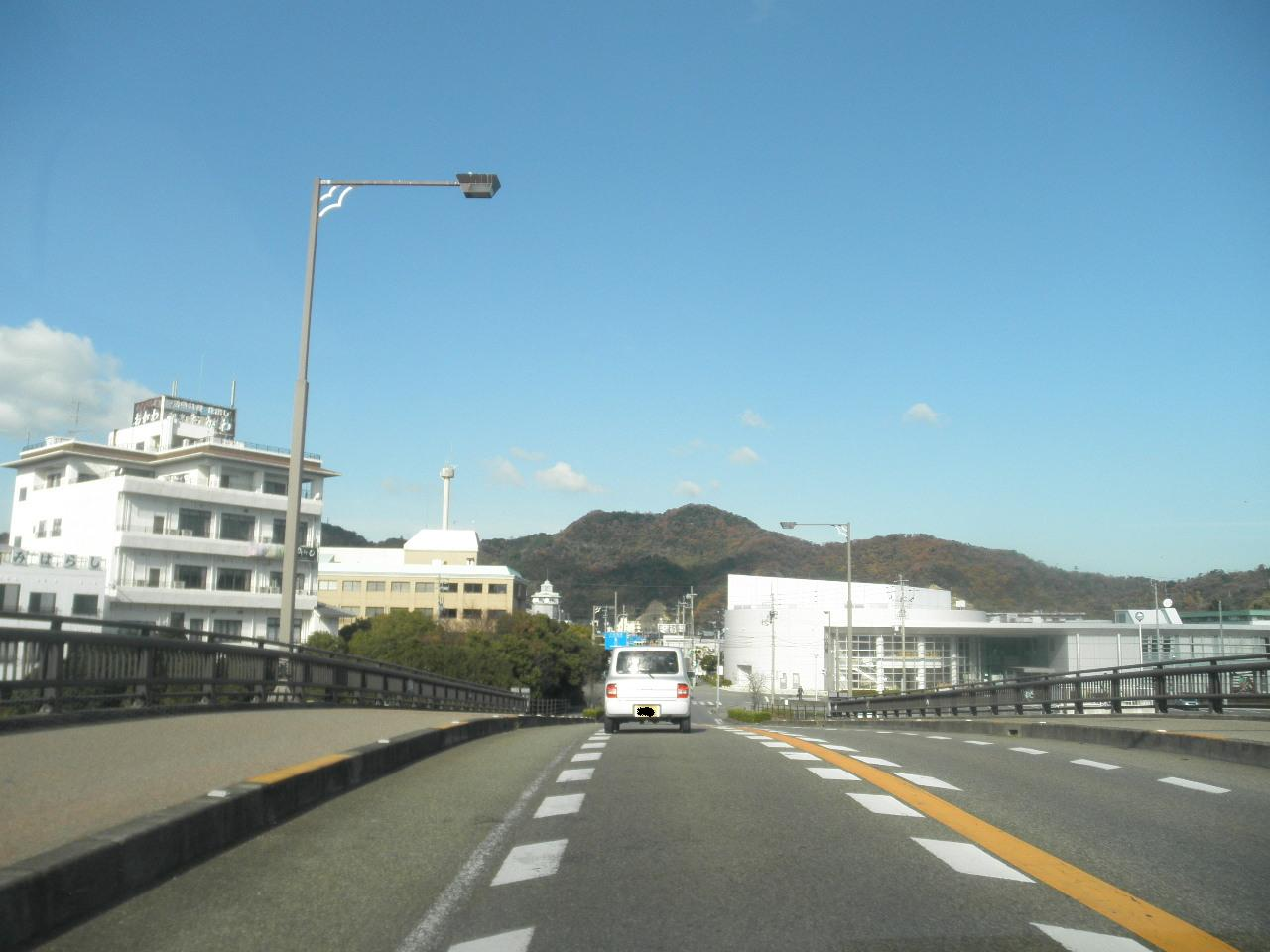
小松島市小松島町外開
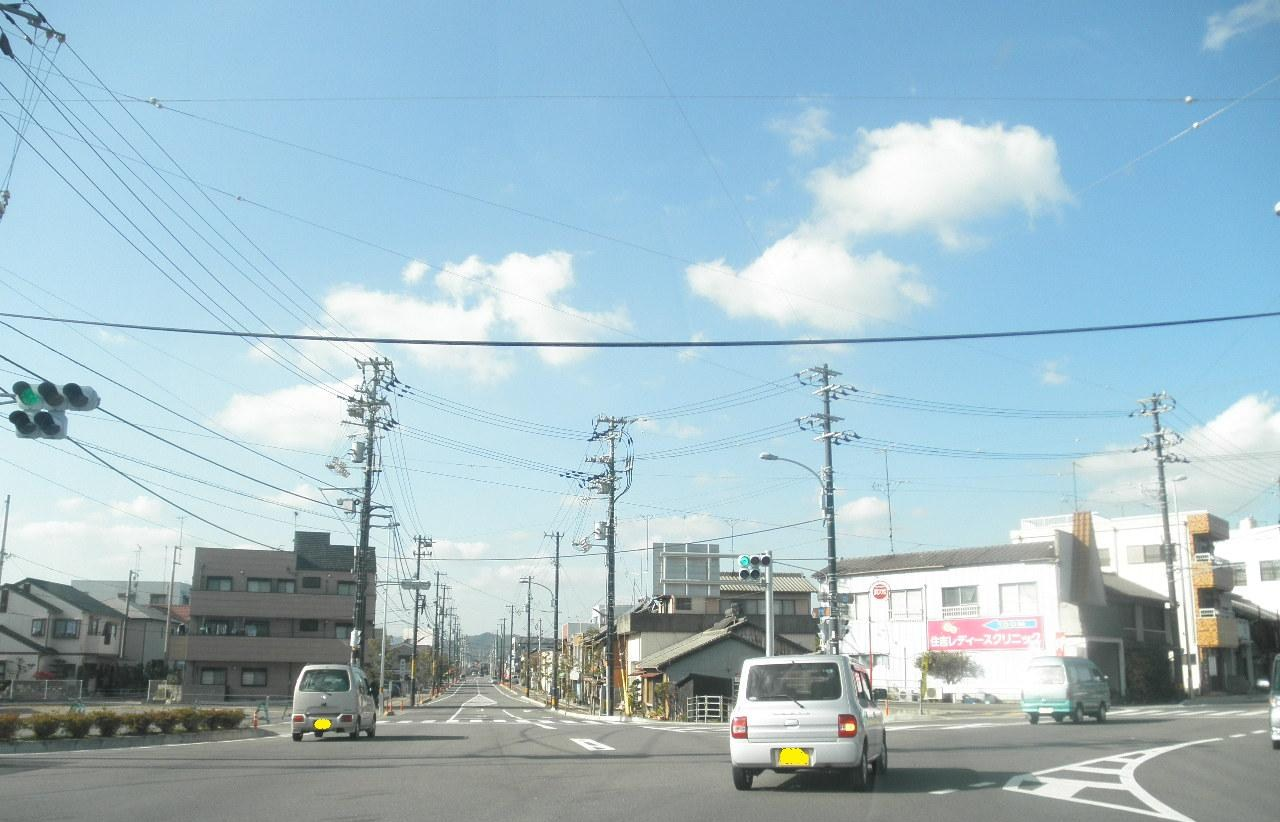
小松島市南小松島町
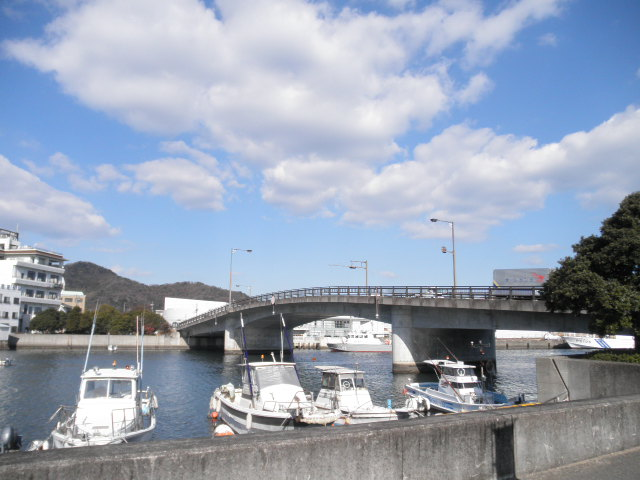
八千代橋